# Gruppo Triboldi Basket 2010-2011

## Verdetti stagionali
- Serie A:

stagione regolare: 12º posto su 16 squadre (12-18)

## Stagione
La stagione 2010-2011 del Gruppo Triboldi Basket, sponsorizzata Vanoli-Braga, è la 2ª in Serie A.
All'inizio della nuova stagione la Lega Basket decise di modificare il regolamento riguardo al numero di giocatori stranieri da schierare contemporaneamente in campo. Si decise così di optare per la scelta della formula con 6 giocatori stranieri di cui massimo 2 non appartenenti a Paesi appartenenti alla FIBA Europe.
Al termine della prima stagione nella massima serie, il Direttore Generale Ario Costa e il vice presidente Matteo Bonetti lasciano la squadra per seguire la Leonessa Brescia in Serie A Dilettanti, il patron Secondo Triboldi decide quindi di riportare in biancoblù nelle vesti di General Manager Flavio Portaluppi, dopo un anno passato nelle file dell'Olimpia Milano. La squadra inoltre cambia nome: a seguito dell'entrata in società del nuovo sponsor Braga, il Gruppo Triboldi Basket affronta la sua seconda stagione in Serie A con il nome di Vanoli Braga Cremona.
Caja nonostante la salvezza raggiunta non viene confermato e l'allenatore per la stagione 2010-11 è lo sloveno Tomo Mahorič. Due eroi della promozione e della prima salvezza in A lasciano la squadra: Bell va in Francia all'Orléans e Cusin dopo tre stagioni all'ombra del Torrazzo e più di 100 partite giocate in biancoblù, viene acquistato dalla Scavolini Pesaro. Vengono invece confermati Rowland, Milič e Formenti oltre al veterano Conti. Coach Mahoric pesca a piene mani dal campionato tedesco: dall'EWE Oldenburg arrivano il lungo croato Jasmin Perković e la guardia statunitense Je'Kel Foster mentre dall'Alba Berlino il centro montenegrino Blagota Sekulić. Dal Budivelnyk Kiev arriva poi l'ala ucraina Artur Drozdov. A completare il roster c'è il giovane scuola Mens Sana Lorenzo D'Ercole e il lungo Joel Zacchetti.
La Vanoli-Braga esordisce contro i campioni in carica di Siena: la partita degli uomini di Mahoric è spumeggiante, ma nonostante il massimo vantaggio di 16 punti, la Montepaschi recupera e vince grazie alle giocate di Rimantas Kaukėnas. La giornata successiva vede Cremona impegnata nella difficilissima trasferta al Pianella: ancora una volta la partita è equilibrata e viene risolta a vantaggio dei brianzoli solo nel minuto finale da una tripla di Maarty Leunen. Queste due sconfitte molto risicate indicano però che la Vanoli-Braga può giocarsela con tutti: a partire dalla terza giornata la squadra, guidata dalla classe di Drozdov e Milič e dalla vena realizzativa di Foster e Rowland, inanella 5 vittorie in 6 partite che proiettano Cremona al quarto posto a metà del girone di andata. La squadra tuttavia ha una flessione e a cavallo tra andata e ritorno vince una sola partita su nove precipitando al 14º posto, a +2 sulla zona retrocessione. A febbraio arriva dalla Scavolini Pesaro la guardia cremonese Daniele Cinciarini. La stagione vive di strappi e con una nuova striscia di 4 vittorie in 5 partite, la Vanoli-Braga si mette al riparo dalla retrocessione e vive una tranquilla seconda parte del girone di ritorno. Cremona chiude il suo secondo anno nella massima serie al 12º posto con 12 vittorie e 18 sconfitte.

## Mercato
| Arrivi | Arrivi           | Arrivi              | Arrivi     |
| R      | Nome             | da                  | Modalità   |
| ------ | ---------------- | ------------------- | ---------- |
| P      | Lorenzo D'Ercole | Mens Sana Siena     | definitivo |
| AC     | Jasmin Perković  | EWE Oldenburg       | definitivo |
| G      | Je'Kel Foster    | EWE Oldenburg       | definitivo |
| C      | Blagota Sekulić  | Alba Berlino        | definitivo |
| AC     | Joel Zacchetti   | Amici Pall. Udinese | definitivo |
| A      | Artur Drozdov    | Budivelnyk Kiev     | definitivo |
| PG     | Gionata Zampolli |                     | definitivo |
| ALL    | Tomo Mahorič     | Free agent          | definitivo |

| Partenze | Partenze             | Partenze        | Partenze       |
| R        | Nome                 | a               | Modalità       |
| -------- | -------------------- | --------------- | -------------- |
| AC       | Brandon Brown        | Zara            | fine contratto |
| PG       | Alessandro Bencaster | Sarzana Basket  | fine contratto |
| G        | Troy Bell            | Orléans Loiret  | fine contratto |
| C        | Marco Cusin          | V.L. Pesaro     | fine contratto |
| AP       | Rashad Anderson      | Ventspils       | fine contratto |
| AP       | Mauricio Aguiar      | Hebraica Macabi | fine contratto |
| P        | alessandro Piazza    | Fulgor L. Forlì | fine contratto |
| C        | Vaggelīs Sklavos     | Panellīnios     | fine contratto |
| ALL      | Attilio Caja         | Crabs Rimini    | fine contratto |

## Risultati

### Serie A

#### Regular season

##### Girone di andata
| Cremona 17 ottobre 2010, ore 11:45 UTC+2 1ª giornata | Vanoli Cremona | 68 – 71 | Mens Sana Siena | PalaRadi |

| Cucciago 24 ottobre 2010, ore 18:15 UTC+2 2ª giornata | Pall. Cantù | 77 – 75 | Vanoli Cremona | Mapooro Arena |

| Brindisi 31 ottobre 2010, ore 18:15 UTC+1 3ª giornata | N.B. Brindisi | 64 – 71 | Vanoli Cremona | PalaPentassuglia |

| Cremona 7 novembre 2010, ore 18:15 UTC+1 4ª giornata | Vanoli Cremona | 82 – 80 | Sutor Montegranaro | PalaRadi |

| Biella 14 novembre 2010, ore 18:15 UTC+1 5ª giornata | Pall. Biella | 100 – 95 | Vanoli Cremona | Biella Forum |

| Cremona 21 novembre 2010, ore 18:15 UTC+1 6ª giornata | Vanoli Cremona | 103 – 79 | Pall. Varese | PalaRadi |

| Roma 28 novembre 2010, ore 18:15 UTC+1 7ª giornata | Virtus Roma | 70 – 84 | Vanoli Cremona | Palazzetto dello Sport |

| Cremona 4 dicembre 2010, ore 20:00 UTC+1 8ª giornata | Vanoli Cremona | 72 – 63 | Juvecaserta | PalaRadi |

| Cremona 12 dicembre 2010, ore 18:15 UTC+1 9ª giornata | Vanoli Cremona | 74 – 87 | V.L. Pesaro | PalaRadi |

| Avellino 19 dicembre 2010, ore 18:15 UTC+1 10ª giornata | Scandone Avellino | 83 – 69 | Vanoli Cremona | PalaDelMauro |

| Casalecchio di Reno 26 dicembre 2010, ore 18:15 UTC+1 11ª giornata | Virtus Bologna | 116 – 100 (d.3t.s.) | Vanoli Cremona | Unipol Arena |

| Cremona 2 gennaio 2011, ore 18:15 UTC+1 12ª giornata | Vanoli Cremona | 91 – 72 | Pall. Treviso | PalaRadi |

| Teramo 6 gennaio 2011, ore 18:15 UTC+1 13ª giornata | Teramo Basket | 89 – 83 | Vanoli Cremona | PalaScapriano |

| Cremona 9 gennaio 2011, ore 18:15 UTC+1 14ª giornata | Vanoli Cremona | 71 – 78 | Olimpia Milano | PalaRadi |

| Sassari 15 gennaio 2011, ore 20:30 UTC+1 15ª giornata | Dinamo Sassari | 83 – 71 | Vanoli Cremona | PalaSerradimigni |

##### Girone di ritorno
| Siena 23 gennaio 2011, ore 18:15 UTC+1 1ª giornata | Mens Sana Siena | 70 – 62 | Vanoli Cremona | PalaEstra |

| Cremona 30 gennaio 2011, ore 18:15 UTC+1 2ª giornata | Vanoli Cremona | 68 – 71 | Pall. Cantù | PalaRadi |

| Cremona 6 febbraio 2011, ore 18:15 UTC+1 3ª giornata | Vanoli Cremona | 78 – 66 | N.B. Brindisi | PalaRadi |

| Porto San Giorgio 20 febbraio 2011, ore 18:15 UTC+1 4ª giornata | Sutor Montegranaro | 67 – 89 | Vanoli Cremona | PalaSavelli |

| Cremona 27 febbraio 2011, ore 18:15 UTC+1 5ª giornata | Vanoli Cremona | 87 – 72 | Pall. Biella | PalaRadi |

| Varese 6 marzo 2011, ore 18:15 UTC+1 6ª giornata | Pall. Varese | 76 – 71 | Vanoli Cremona | PalaWhirlpool |

| Cremona 20 marzo 2011, ore 11:45 UTC+1 7ª giornata | Vanoli Cremona | 83 – 70 | Virtus Roma | PalaRadi |

| Castel Morrone 27 marzo 2011, ore 18:15 UTC+2 8ª giornata | Juvecaserta | 95 – 79 | Vanoli Cremona | PalaMaggiò |

| Pesaro 3 aprile 2011, ore 11:45 UTC+2 9ª giornata | V.L. Pesaro | 82 – 59 | Vanoli Cremona | Adriatic Arena |

| Cremona 10 aprile 2011, ore 11:45 UTC+2 10ª giornata | Vanoli Cremona | 89 – 78 | Scandone Avellino | PalaRadi |

| Cremona 17 aprile 2011, ore 18:15 UTC+2 11ª giornata | Vanoli Cremona | 88 – 95 | Virtus Bologna | PalaRadi |

| Villorba 23 aprile 2011, ore 20:30 UTC+2 12ª giornata | Pall. Treviso | 88 – 86 | Vanoli Cremona | PalaVerde |

| Cremona 1º maggio 2011, ore 18:15 UTC+2 13ª giornata | Vanoli Cremona | 80 – 73 | Teramo Basket | PalaRadi |

| Lampugnano 12 maggio 2011, ore 20:30 UTC+2 14ª giornata | Olimpia Milano | 92 – 74 | Vanoli Cremona | PalaSharp |

| Cremona 15 maggio 2011, ore 18:15 UTC+2 15ª giornata | Vanoli Cremona | 82 – 88 | Dinamo Sassari | PalaRadi |

## Statistiche

### Statistiche di squadra
| Competizione | Punti | In casa | In casa | In casa | In casa | In casa | In trasferta | In trasferta | In trasferta | In trasferta | In trasferta | Totale | Totale | Totale | Totale | Totale | Totale |
| Competizione | Punti | G       | V       | P       | PF      | PS      | G            | V            | P            | PF           | PS           | G      | V      | P      | PF     | PS     | DIF    |
| ------------ | ----- | ------- | ------- | ------- | ------- | ------- | ------------ | ------------ | ------------ | ------------ | ------------ | ------ | ------ | ------ | ------ | ------ | ------ |
| Serie A      | 24    | 15      | 9       | 6       | 1216    | 1143    | 15           | 3            | 12           | 1168         | 1252         | 30     | 12     | 18     | 2384   | 2395   | -11    |
| Totale       | 24    | 15      | 9       | 6       | 1216    | 1143    | 15           | 3            | 12           | 1168         | 1252         | 30     | 12     | 18     | 2384   | 2395   | -11    |

### Andamento in campionato
| Giornata  | 1  | 2  | 3  | 4 | 5  | 6 | 7 | 8 | 9 | 10 | 11 | 12 | 13 | 14 | 15 | 16 | 17 | 18 | 19 | 20 | 21 | 22 | 23 | 24 | 25 | 26 | 27 | 28 | 29 | 30 |
| --------- | -- | -- | -- | - | -- | - | - | - | - | -- | -- | -- | -- | -- | -- | -- | -- | -- | -- | -- | -- | -- | -- | -- | -- | -- | -- | -- | -- | -- |
| Luogo     | C  | T  | T  | C | T  | C | T | C | C | T  | T  | C  | T  | C  | T  | T  | C  | C  | T  | C  | T  | C  | T  | T  | C  | C  | T  | C  | T  | C  |
| Risultato | P  | P  | V  | V | P  | V | V | V | P | P  | P  | V  | P  | P  | P  | P  | P  | V  | V  | V  | P  | V  | P  | P  | V  | P  | P  | V  | P  | P  |
| Posizione | 10 | 14 | 12 | 7 | 10 | 9 | 9 | 6 | 8 | 8  | 9  | 10 | 6  | 9  | 11 | 12 | 14 | 13 | 12 | 7  | 10 | 7  | 9  | 12 | 12 | 12 | 12 | 12 | 12 | 12 |

Fonte:  Classifica Serie A, su web.legabasket.it, Lega Basket (archiviato dall'url originale il 2 aprile 2015).
Legenda:

Luogo: C = Casa; T = Trasferta. Risultato: V = Vittoria; N = Pareggio; P = Sconfitta.

### Statistiche dei giocatori
| Giocatore     | Serie A | Serie A | Serie A | Serie A |
| Giocatore     | PG      | PTI     | AST     | RIM     |
| ------------- | ------- | ------- | ------- | ------- |
| R. Antonelli  | 14      | 9       | 0       | 4       |
| D. Cinciarini | 10      | 45      | 5       | 16      |
| A. Conti      | 5       | 5       | 2       | 2       |
| L. D'Ercole   | 28      | 103     | 24      | 35      |
| A. Drozdov    | 28      | 343     | 35      | 156     |
| M. Formenti   | 30      | 79      | 12      | 27      |
| J. Foster     | 29      | 354     | 61      | 97      |
| M. Milič      | 29      | 430     | 43      | 153     |
| J. Perković   | 30      | 293     | 42      | 122     |
| E. Rowland    | 30      | 417     | 114     | 89      |
| B. Sekulić    | 30      | 296     | 25      | 207     |
| J. Zacchetti  | 8       | 10      | 0       | 6       |